# جيوفاني رينا
جيوفاني أليخاندرو رينا (بالإنجليزية: Giovanni Alejandro Reyna; مواليد 13 نوفمبر 2002) هو لاعب كرة قدم أمريكي يلعب في الوسط الهجومي مع بوروسيا دورتموند الألماني.

## حياته
ولد جيوفاني رينا في مدينة سندرلاند في إنجلترا، وهو ابن كلاوديو رينا الذي يعدّ من أوائل اللاعبين الأمريكيين الذي انتقلوا للدوريات الأوروبية الكبرى ودانيال إغان إحدى مؤسسات المنتخب الأمريكي للسيدات. يملك جيوفاني الجنسية البرتغالية بالإضافة إلى الجنسية الأمريكية. توفي أخوه الأكبر جاك في 2012 بمرض سرطان الدماغ.

## مسيرته الكروية
انضم جيوفاني رينا في 2015 إلى أكاديمية نادي نيويورك سيتي، وشارك مع فرق الشباب حتى انتقل إلى بوروسيا دورتموند في 2019. في 7 ديسمبر 2019، أستُدعي اللاعب لأول مرة إلى تشكيلة الفريق الأول. وشارك بأول مباراة له 18 يناير 2020، ضد نادي أوغسبورغ. في 4 فبراير 2020 سجل رينا هدفًا ضد فيردير بريمين في كأس ألمانيا، ليصبح أصغر لاعب يسجل هدفًا في تاريخ البطولة. في دوري أبطال أوروبا. يعتبر ثالث أصغر لاعب في تاريخ البطولة يشارك في مباراة، وقد حقق ذلك في 18 فبراير 2020 عندما لعب ضد باريس سان جيرمان، وصنع هدف إيرلينغ هالاند الثاني، لتنتهي مباراة الذهاب بنتيجة 2–1 لصالح دورتموند.

## مسيرته الدولية
في 2019، لعب جيوفاني رينا مع منتخب أمريكا تحت 17 سنة في بطولة الكأس الذهبية للكونكاكاف. وصل مع الفريق إلى النهائي مسجلًا 6 أهداف وأختير ضمن تشكيلة البطولة المثالية. صرّح اللاعب أنه يطمح للعب مع منتخب أمريكا الأول، رغم إهتمام منتخبات إنكلترا والأرجنتين والبرتغال، والتي يعتبر اللاعب مؤهلًا للعب معها.

## الإحصائيات

### النادي
| النادي           | الموسم   | الدوري | الدوري  | الكأس  | الكأس   | البطولات القارية | البطولات القارية | أخرى   | أخرى    | المجموع | المجموع |
| النادي           | الموسم   | الظهور | الأهداف | الظهور | الأهداف | الظهور           | الأهداف          | الظهور | الأهداف | الظهور  | الأهداف |
| ---------------- | -------- | ------ | ------- | ------ | ------- | ---------------- | ---------------- | ------ | ------- | ------- | ------- |
| بوروسيا دورتموند | 2019-20  | 15     | 0       | 1      | 1       | 2                | 0                | 0      | 0       | 18      | 1       |
| الإجمالي         | الإجمالي | 15     | 0       | 1      | 1       | 2                | 0                | 0      | 0       | 18      | 1       |

## روابط خارجية
- جيوفاني رينا على موقع الاتحاد الأوربي (الإنجليزية)
- جيوفاني رينا على موقع الدوري الأمريكي (الإنجليزية)
- جيوفاني رينا على موقع إي إس بي إن إف سي (الإنجليزية)
- جيوفاني رينا على موقع قاعدة بيانات كرة القدم.إي يو (الإنجليزية)
- جيوفاني رينا على موقع ليكيب (الفرنسية)
- جيوفاني رينا على موقع ناشيونال فوتبول تيمز (الإنجليزية)
- جيوفاني رينا على موقع Soccerbase.com (لاعب) (الإنجليزية)
- جيوفاني رينا على موقع Soccerway.com (الإنجليزية)
- جيوفاني رينا على موقع عالم كرة القدم.نت (الإنجليزية)
- جيوفاني رينا على موقع AS.com (الإسبانية)